# (5038) Overbeek
(5038) Overbeek ist ein Asteroid des Hauptgürtels, der am 31. Mai 1948 vom südafrikanischen Astronomen Ernest Leonard Johnson, vom Union-Observatorium (IAU-Code 078) in Johannesburg aus, entdeckt wurde.
Der Asteroid ist nach dem südafrikanischen Amateurastronom und AAVSO-Mitglied Daniel Overbeek benannt.